# Psicologia clínica
La psicologia clínica és la branca de la psicologia que s'ocupa principalment de la diagnosi, el tractament i la prevenció dels trastorns mentals. Es pot definir globalment com una disciplina que integra coneixement científic, models teòrics i experiència clínica amb l'objectiu de comprendre, prevenir i alleujar les malalties mentals i el malestar psicològic així com promoure la percepció de benestar personal i el desenvolupament personal.
Tradicionalment, la psicologia clínica està associada a l'assessorament (counseling en anglès) i a la psicoteràpia, encara que alguns enfocaments moderns consideren una aproximació més eclèctica, incloent una diversitat de tècniques terapèutiques. Habitualment, excepte els que treballen conjuntament amb psiquiatres, els psicòlegs clínics no prescriuen psicofàrmacs (medicaments psicotròpics).
A Espanya cal una formació sanitària especialitzada, que depèn del Ministeri de Salut, anomenada PIR: Psicòleg Intern Resident. Per adquirir el títol cal superar l'examen PIR i realitzar quatre anys de residència en un hospital que són avaluats de forma continua.
Els psicòlegs clínics treballen amb un model de pràctica científic, on les problemàtiques clíniques es formulen en termes d'hipòtesis a ser comprovades, a través de la informació recopilada de les trobades amb el pacient o client, que dona compte del seu estat mental. Alguns psicòlegs clínics poden enfocar-se en el maneig clínic de pacients amb dany cerebral, la qual cosa es coneix com a neuropsicologia clínica, la qual implica generalment entrenaments addicionals de les funcions cerebrals compromeses.
En l'últim temps, i particularment als Estats Units, s'ha produït una separació cada vegada major entre els psicòlegs que fan recerca universitària i els psicòlegs clínics. Molts psicòlegs acadèmics creuen que els clínics empren teràpies que es basen en teories ja desacreditades o sense proves de suport empíric sobre la seua efectivitat. D'altra banda, els clínics creuen que els acadèmics ignoren l'experiència adquirida pel fet de tractar directament i contínuament amb pacients o clients. Aquests desacords han donat com a resultat la formació de la Societat Americana de Psicologia (American Psychological Society, APS) per part dels psicòlegs dedicats a la investigació, per a distingir-se de l'Associació Americana de Psicologia (American Psychological Asociation, APA).

## Pràctica professional
Els psicòlegs clínics poden dedicar-se a un ampli rang de serveis professionals com ara: el diagnòstic de trastorns mentals, el tractament psicològic individual i grupal i el tractament de problemes mentals i d'adaptació associats a malalties físiques. Es poden dedicar a més a la investigació científica psicològica, programes de prevenció i tractament, expertes en psicologia forense, psicoteràpia i ensenyament